# Gamma Serpentis
Gamma Serpentis (γ Ser / 41 Serpentis / HD 142860) és el vuitè estel més brillant de la constel·lació del Serpent, tot i portar la denominació de Bayer Gamma, tercera lletra de l'alfabet grec. Situada en Serpens Caput —el cap de la serp—, rep el nom tradicional de Ainalhai, de l'àrab عين الحية ayn al-ħayya[h], «[l'] ull de la serp».
Situada a només 36 anys llum del Sistema Solar, Gamma Serpentis és una nana groga de tipus espectral F6V i 6280 K de temperatura, similar a Tabit (π3 Orionis) i també, encara que en menor mesura, al Sol. La seva magnitud aparent és +3,85 amb una lluminositat 2,9 vegades major que la lluminositat solar. És un poc major que el Sol quant a diàmetre —un 40 % més gran— i massa —un 25 % major que la massa solar.
La seva velocitat de rotació d'almenys 8 km/s és molt superior a la del Sol; mentre que Gamma Serpentis té un període de rotació de menys de 9 dies, el nostre estel empra 25,05 dies per fer una volta completa en l'equador. Amb una metal·licitat equivalent a 2/3 parts de la solar, no hi ha evidència que Gamma Serpentis posseeixi un disc circumestelar de pols que pogués indicar la presència d'un sistema planetari. No obstant això, Gamma Serpentis es troba entre els objectius seleccionats pel Terrestrial Planet Finder (TPF) per a la cerca de planetes terrestres que puguin albergar vida.